# Riccardo Predelli
Riccardo Predelli (Rovereto, 19 maggio 1840 – Venezia, 1º marzo 1909) è stato uno storico e archivista italiano.
Ha ordinato e catalogato le ricche collezioni dell'Archivio di Stato di Venezia e ha pubblicato importanti contributi.

## Biografia
Predelli frequentò il liceo a Trento. Rifiutò la carriera clericale che i suoi genitori avevano scelto per lui e preferì trasferirsi a Venezia per motivi politici: era un seguace dell'irredentismo, un movimento che promuoveva l'unità d'Italia. Dal 1864 lavorò nella Du Bois-Bank (che esistette fino al 2013). Grazie all'influenza di Tomaso Gar, anch'egli di Rovereto, cominciò a lavorare nell'Archivio di Stato di Venezia nel 1868, due anni dopo l'annessione delle Venezie all'Italia. Nel 1877 gli fu affidato dall'Archivio di Stato l'insegnamento della paleografia e le lezioni di diplomatica. Dal 1897 fu condirettore della rivista Nuovo Archivio Veneto.

## Opere

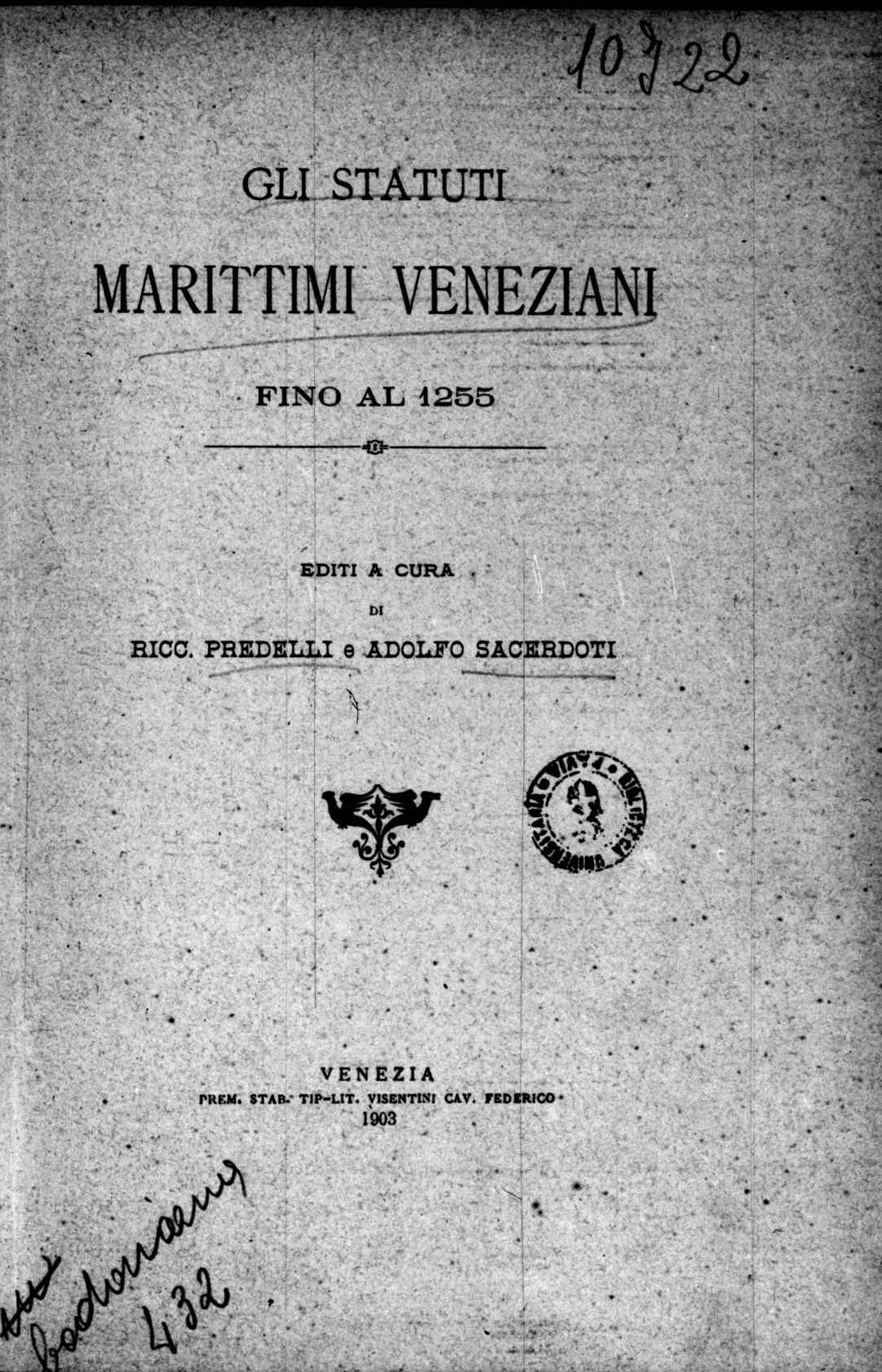
Gli statuti marittimi veneziani fino al 1255 (1903)

- Il Liber communis detto anche plegiorum del R. Archivio generale di Venezia, Marco Visentini, 1872 (determine del Consiglio minore dal 1223 al 1229, e documenti singoli fino al 1253, con regesto, (online).
- Delle fonti per la storia del Trentino negli Archivi di Venezia, in Teodoro Toderini, Bartolomeo Cecchetti (ed.), Il R. Archivio generale di Venezia, Pietro Naratovich, Venezia 1873, pp. 353–364.
- I libri commemorativi della Republica di Venezia, 4 volumi, Venezia 1876-1896.
- con Georg Martin Thomas (a cura di), Diplomatarium veneto-levantinum sive Acta et diplomata res Venetas, Graecas atque Levantis illustrantia, 1300-1454, 2 volumi, 1880-1899.
- Documenti relativi alla guerra pel fatto del Castello di amore, in Archivio Veneto, n. s. 15, Vol. 30.2 (1885), pp. 421–447.
- Delle forme di scrittura nei marmi e nei mosaici della Basilica di San Marco, Venezia 1890, pp. 441–448.
- con Enrico Besta, Gli statuti civili di Venezia anteriori al 1242, Federico Visentini, Venezia 1901.
- con Adolfo Sacerdoti, Gli statuti marittimi veneziani fino al 1255, Venezia, Tipografia Visentini, 1903.
- Le reliquie dell'archivio dell'Ordine Teutonico a Venezia, in Atti del Reale Istituto Veneto di scienze, lettere ed arti 64 (1904/05), pp. 1379-1463 (online; PDF; 3.52 MB).
- Le memorie e le carte di Alessandro Vittoria, Trento 1908.